# سینگرا
سینگرا (به لاتین: Singra) یک منطقهٔ مسکونی در بنگلادش است که در ناحیه ناتوره واقع شده‌است. سینگرا ۵۲۸٫۴۶ کیلومتر مربع مساحت و ۲۸۹٬۹۵۲ نفر جمعیت دارد.